# Salvador Cisneros Betancourt

Salvador Cisneros Betancourt

Salvador Cisneros Betancourt, Marqués de Santa Lucía (* 10. Februar 1828 in Puerto Principe (heute: Camagüey), Kuba; † 28. Februar 1914 in Havanna, Kuba) war Freiheitskämpfer während des Unabhängigkeitskampfes gegen Spanien (1868–1898) und Präsident der kubanischen „Republik in Waffen“ (1873–1875 und 1895–1897).

## Leben
Salvador Cisneros Betancourt gehörte zu einer der reichsten Familien der spanischen Kolonialgesellschaft auf Kuba. Er machte in Philadelphia/USA eine Ausbildung als Bauingenieur.
Er gab 1868 seinen Sklaven die Freiheit und schloss sich am 4. November des Jahres zusammen mit 72 Revolutionären aus Camagüey dem von Carlos Manuel de Céspedes am 10. Oktober ausgerufenen kubanischen Befreiungskrieg gegen die spanische Kolonialherrschaft an. Cisneros Betancourt war Mitglied des von der Befreiungsbewegung in den von ihr kontrollierten Gebieten geschaffenen Parlamentes (Asamblea de Guáimaro), Parlamentspräsident und in der Zeit von 1873 bis 1875 Präsident der kubanischen Gegenregierung.
Nach dem Frieden von Zanjón emigrierte Cisneros Betancourt in die USA und lebte dort in sehr bescheidenen Verhältnissen. 1885 kehrte er nach Puerto Principe zurück und stellte seinen Grundbesitz Veteranen der Befreiungsarmee zur Verfügung.
Während des kubanischen Unabhängigkeitskrieges 1895–1898 war er von 1895 bis 1897 ebenfalls Präsident der „Republik in Waffen“. Er war beteiligt an der Ausarbeitung der Verfassung von Jimaguayú. Nach der formellen Unabhängigkeit Kubas im Anschluss an die US-amerikanische Besatzung wurde er Senator der Republik Kuba. Er wendete sich vehement gegen das Platt Amendment, einen Verfassungszusatz, den die kubanische Republik auf Druck der USA an ihre Verfassung anhängen musste und der den USA das Interventionsrecht auf Kuba garantierte.